# SLS拉斯維加斯
SLS拉斯維加斯賭場酒店（SLS Las Vegas Hotel & Casino）是一個位於美國內華達州拉斯維加斯賭城大道上的高級酒店和賭場。由SBE娛樂集團和Stockbridge地產公司持有，目前正在施工改裝中，耗資4.15億美元，預計在2014年秋季開幕後加入SBE集團旗下的SLS酒店連鎖。
酒店的前身為撒哈拉賭場酒店（Sahara Hotel and Casino），自1952年開業至2011年結業間共營運了59年。酒店以北非摩洛哥為主題，曾擁有1,720間酒店客房以及85,000平方公尺的賭場。酒店是拉斯維加斯單軌鐵路最北的站點，也是拉斯維加斯大道東端最北的酒店。1950年代著名五人組合「鼠幫」（Rat Pack）曾在拉斯維加斯多間賭場酒店長期巡迴演出，而撒哈拉酒店也是唯一現存他們曾表演過的酒店。為了確保主題統一，連酒店大門外上下車的地方也被設計成摩洛哥風格的建築。

## 歷史
撒哈拉酒店於1952年開幕，是拉斯維加斯大道的第六間酒店。在1954年末，酒店邀請了著名的爵士樂音樂家路易斯·派馬（Louis Prima）於酒店的酒廊駐場表演，此舉在當時的拉斯維加斯是屬於一種新的表演概念，在派馬和他的妻子姬莉·史密夫（Keely Smith）和薩克管手森姆·布迪拉（Sam Butera）的帶領下，酒店的爵士樂表演成為拉斯維加斯大道最熱門的項目之一。
1961年，酒店被戴爾·韋伯（Del Webb）收購。其後於1963年，酒店的24層高新酒店大樓落成。1995年酒店再度易手，比爾·賓納特（Bill Bennett）收購了酒店，並於翌年增建了一幢26層高的酒店大樓以及一個新的酒店入口。另外，於1999年再增建一個過山車設施。
2011年5月16日，酒店因不敵大型賭場度假村競爭，最終結業。

## 在此拍攝的電影
- （Ocean's Eleven）

## 外部連結
- SLS拉斯維加斯酒店官方網站